# Praktikanten (Roman)
Der Episodenroman Praktikanten (OT: russisch Стажёры, transkribiert Staschory) ist ein Frühwerk der sowjetischen Science-Fiction-Autoren Arkadi und Boris Strugazki. 1962 erschienen ist das Werk noch ganz durchdrungen von der zeittypischen und in der damaligen Sowjetunion besonders ausgeprägten Technik- und Fortschrittsgläubigkeit. Nach Atomvulkan Golkonda und Der Weg zur Amalthea ist Praktikanten der dritte und letzte Roman der Brüder Strugazki, der der Gattung der Hard Science-Fiction zuzurechnen ist. Mit allen weiteren Werken wenden sie sich der Soft Science-Fiction zu.

## Inhalt
Der junge Vakuumschweißer Jura soll mit einer Gruppe weiterer junger Techniker zu einer Raumstation nahe dem Planeten Saturn fliegen, verpasst aber aus familiären Gründen den Anschluss an seine Gruppe. Durch einen glücklichen Zufall erhält er jedoch die Möglichkeit, mit Jurkowski, dem Generalinspektor einer internationalen Raum-Kontrollbehörde mitzufliegen. Auf diesem Flug durch das Planetensystem erlebt er allerlei Abenteuer, die ihn in vielerlei Hinsicht reifen lassen.
Die Abenteuer sind teils handfest wie etwa eine Treibjagd auf „Marsegel“ auf dem Planeten Mars unter Einsatz von Granaten und Flammenwerfern oder die Sprengexperimente auf dem Asteroiden Eunomia, denen Jura beiwohnt. Teils handelt es sich – wie etwa bei der Darstellung der Gefühle Juras während einer Alarmübung auf dem Raumschiff – um Erlebnisse, die bereits wegführen von der Technikfixierung anderer Abenteuer hin zu Fragen der inneren, persönlichen Entwicklung des Praktikanten, also eher der Soft Science-Fiction zuzurechnende Passagen. Das letztgenannte Erlebnis etwa verdeutlicht dem Praktikanten den Sinn von Vorschriften. Insofern handelt es sich bei diesem Werk auch um einen Entwicklungsroman.
Auf dem Planetoiden Bamberga erlebt Jura ein Überbleibsel der finsteren Welt des Kapitalismus: Ohne Rücksicht auf Menschenleben werden hier „Weltraumperlen“ in radioaktiver Umgebung abgebaut. Der Generalinspekteur setzt den Generaldirektor des Unternehmens ab, trifft dabei aber auf den Widerstand der Mehrheit der verblendeten Arbeiter, die mehrheitlich nur eine Verringerung ihrer Verdienstmöglichkeiten fürchten.
Auch in den eigenen Reihen aber gibt es schwarze Schafe. Im Observatorium Dione decken Praktikant und Generalinspekteur auf, wie der Stationsleiter Scherschen und sein Verbündeter aus egoistischen Gründen gehässige Gerüchte im Umlauf bringen, den jungen Forschern Selbstzweifel einimpfen und so den natürlichen Spaß an der Arbeit rauben. Selbstverständlich sorgt der Generalinspekteur für Gerechtigkeit und schickt die Schuldigen zurück auf die Erde.
Im letzten Abenteuer des Buches überredet Jurkowski den Kapitän Bykow ihm eine Fahrt mit Michail Antonowitsch Krutikow als Piloten in einem kleinen Raumschiff zu den Saturnringen zu genehmigen. Als er dort eine sensationelle Entdeckung macht, ignoriert er sämtliche Sicherheitsbestimmungen und die dringenden Aufforderungen Bykows zur Rückkehr, was er und Michail Antonowitsch Krutikow mit dem Leben bezahlen.

## Die Welt des Romans
Der genaue Zeitpunkt der Romanhandlung wird nicht angegeben, doch handelt es sich wohl um das frühe 21. Jahrhundert, da sich einer der älteren Protagonisten noch an seinen ersten Saturnflug 1999 erinnert. Der Sieg des Sozialismus ist bereits offenkundig, wenn auch noch nicht abgeschlossen. Es gibt weiterhin gewisse kapitalistische Gebiete und Nischen wie den Planetoiden Bamberga, deren absehbarer Untergang aber selbst von einzelnen ihrer Bewohner nicht angezweifelt wird. Die sozialistischen Gebiete dagegen befinden sich offensichtlich im Übergang zum Kommunismus. Der größte Teil der Bevölkerung arbeitet voller Begeisterung und ohne auf persönlichen Vorteil zu schauen in seinen Interessenbereichen. Für sie – und Praktikant Jura gehört dazu – ist klar, dass die Erfüllung eines Lebens in einer erfüllenden Arbeit besteht. Die Forscher auf dem Asteroiden Eunomia etwa gehen derart in ihrer Forschungstätigkeit auf, dass sie die häufig unzureichende Lebensmittelversorgung dort oder die Beengtheit auf ihrer Forschungsstation klaglos auf sich nehmen. Die Enge dort ist derart groß, dass einer der ihren sogar im Fahrstuhl übernachten muss – ein Umstand, den sie vor dem Generalinspektor zu verheimlichen suchen, damit keiner von ihnen die vollkommen überfüllte Station verlassen muss.
Als Negativbild zu diesem in Entstehung begriffenen „Neuen, sozialistischen Menschen“ werden die „Spießbürger“ dargestellt, die zufrieden sind, wenn sie ein bisschen Unterhaltung und wenig Arbeit haben. Diese Spießbürger sind vorherrschend in den kapitalistischen Gebieten, aber auch „noch“ in den sozialistischen zu finden. Vollkommen frei sind die Hauptfiguren von Skrupeln, die für spätere Werke der Strugazkis so bezeichnend sind. Beispielsweise hat keine der handelnden Personen irgendwelche Bedenken in Bezug auf die geplante Ausrottung der „Marsegel“, die die Forschungsarbeiten behindern und über deren Art so gut wie nichts bekannt ist. Allenfalls erfolgt die Bemerkung, dass die Verhinderung des Einsatzes von Flammenwerfern bei ihrer Vernichtung den Vorteil habe, dass so noch etwas für die Biologen übrig sei – wobei der Leser den Eindruck gewinnt, dass es hierbei darum geht, dass die Biologen ihr Forschungsinteresse ausleben können. Ein größerer Unterschied etwa zu den Skrupeln des „Jägers“ in der gleichnamigen, späteren Erzählung der Strugazkis, der sein ganzes Leben unter der Möglichkeit leidet, das von ihm auf einem fremden Planeten getötete „Vieh“ könne unter Umständen ein intelligentes Lebewesen gewesen sein, ist kaum denkbar. Dass der Mensch der Gipfel der Evolution ist und nun zu immer weiteren geistigen und technischen Höhen der Entwicklung stürmt wird an keiner Stelle relativiert. Selbst die Entdeckung der Möglichkeit, dass gewisse Ruinen auf dem Mars u. U. von außerirdischen intelligenten Lebewesen errichtet wurden, wird eher am Rande erwähnt wird und kommt wenig sensationell daher.

## Einordnung in das Gesamtwerk
Praktikanten ist durch die Personen Alexeij Bykow, Michail Antonowitsch Krutikow und Wladimir Jurkowski mit den vorangegangenen Romanen Atomvulkan Golkonda und Der Weg zur Amalthea verbunden. Sowohl Bykow als auch Iwan Shilin tauchen auch in späteren Werken auf, Shilin etwa in Die gierigen Dinge des Jahrhunderts. Mit Praktikanten endet die Frühzeit der Strugazki-Erzählungen. Wie oben aufgeführt spielt das Werk in einer Übergangszeit, bei den Strugazkis schließen sich nun die Erzählungen und Romane der „Welt des Mittags“ an, in denen vom Kapitalismus keine Spur mehr vorhanden ist, die inneren Widersprüche und Skrupel der handelnden Personen aber zunehmen. „Praktikanten“ kann ebenso als ein Übergangswerk angesehen werden.

## Deutsche Ausgaben
- Praktikanten. Phantastischer Roman, aus dem Russischen übersetzt von Aljonna Möckel und Erik Simon, Aufbau-Taschenbuch-Verlag, Berlin 1994. ISBN 3-7466-1026-5 (Aufbau-Taschenbücher Bd. 1026)
- Praktikanten, enthalten in Die Welt des Mittags, Band 2: Kapitän Bykow. Golkonda, Berlin 2013, ISBN 978-3-942396-23-3 (enthält außerdem Der Weg zur Amalthea; erste vollständige deutsche Ausgabe; anhand der Manuskripte rekonstruierte, unzensierte und unbearbeitete Fassung, komplettiert durch ein getrichenes Kapitel; Kommentar von Boris Strugatzki, Nachwort und Anmerkungen von Erik Simon)